# Clownswelt
Clownswelt ist ein YouTube-Kanal des deutschen Webvideoproduzenten Marc-Philipp L., auf dem er satirische, kommentatorische Auseinandersetzungen zu gesellschaftspolitischen und gesellschaftskritischen Themen meist in Form von Reaktionsvideos aus einem rechtsorientierten Blickwinkel heraus veröffentlicht. Auf eine Presseanfrage antwortend, ordnete der Verfassungsschutz Niedersachsen dessen Kanal dem „Rechtspopulismus“ zu mit „Ansätzen neu-rechten Denkens“.
Größere Aufmerksamkeit erhielt der Kanal durch eine Berichterstattung in Die Zeit und dem ZDF Magazin Royale, die unter anderem darauf abzielte, den bis dahin von Marc-Philipp L. anonym betriebenen Kanal zu deanonymisieren. Kritiker dieser Berichterstattung werfen den Veröffentlichern Doxing, eine spezielle Form der Deanonymisierung, vor.
Sein Hauptkanal hat über 498.000 Abonnenten (Stand 21. Juli 2025).

## Inhalte
Der YouTube-Kanal Clownswelt ist bekannt für seine satirische Auseinandersetzung mit gesellschaftspolitischen Themen aus einem nach Verfassungsschutz Niedersachsen rechtspopulistischen Blickwinkel mit Ansätzen neurechten Denkens. Die Videos richten sich gegen einen angeblichen „politisch-medialen Komplex“, ein Begriff, den Clownswelt häufig verwendet, um den öffentlich-rechtlichen Rundfunk und überwiegend linksorientierte Politiker zu kritisieren.

### Kritik
Aussagen wie „auf natürliche Art und Weise tendieren Frauen mehr zur Unterwerfung als Männer“ werden von Kritikern als antifeministisch gesehen. Zudem würden laut Auffassung einiger auf dem Kanal rechtsextreme politische Dog Whistles bewusst verwendet. Zusätzlich werden seine sympathisierenden Aussagen zur AfD kritisch gesehen.

## Geschichte
Clownswelt wird von Marc-Philipp L. betrieben, der in den 1990er Jahren geboren wurde und aus Ostwestfalen kommt. Nach seinem Abitur begann er ein Lehramtsstudium, das er nicht abschloss. Vor der Gründung des Kanals war sein Leben unpolitisch. Bedingt durch die COVID-19-Pandemie und den Zweifeln an dem politischen Umgang mit dieser, begann er sich politisch rechts zu orientieren. Während dieser Zeit gründete er den Kanal Clownswelt und später die kleineren Kanäle KetzerKirche und KetzerKirche-Live. Marc-Philipp L. war zudem Gitarrist in der Heavy-Metal-Band Powergame, wurde aber aufgrund seiner bekanntgewordenen politischen Ansichten 2025 aus der Band geworfen. Marc-Philipp L. ist zudem auf den Plattformen Telegram und Twitch aktiv.
Sowohl für Clownswelt wie auch KetzerKirche missachtete Marc-Philipp L. bis Mitte Mai 2025 die im Digitale-Dienste-Gesetz und dem Medienstaatsvertrag vorgesehene Impressumspflicht. Mittlerweile gibt es ein Impressum mit dem vollen Namen des Kanalbetreibers.

### Deanonymisierung des Kanalbetreibers
Nach einer gemeinsamen Recherche veröffentlichte am 9. Mai 2025 Die Zeit einen Zeitungsartikel von Christian Fuchs und in der Mediathek erschien eine neue Folge von ZDF Magazin Royale mit Jan Böhmermann. Die Recherche begann mit einem Foto, das der Kanalbetreiber auf Telegram gepostet hatte und beinhaltete Interviews mit Nahestehenden. Reporter suchten das Elternhaus von Clownswelt auf, um seine unvorbereiteten Eltern zu interviewen. Der volle Name des bis dahin anonymen Betreibers wurde nicht publiziert, jedoch sein seltener Vorname. Zusätzlich nannte Die Zeit noch den Anfangsbuchstaben seines Nachnamens. Erwähnt wurden auch seine ehemalige Mitgliedschaft in einer namentlich nicht genannten Metal-Band und weitere, teilweise sehr private Details aus seinem Leben.
Die Deanonymisierung wurde sowohl befürwortet als auch kritisiert. Die Tageszeitung (taz) verteidigte Böhmermanns Vorgehen mit dem Satz: „Wer Meinung machen will, muss Nase zeigen.“ Nachdem der Kanalbetreiber seinen Namen veröffentlichte, nennt auch die Tageszeitung taz in zwei Artikeln den Nachnamen des YouTubers. Der Österreicher Tom Wannenmacher vom Faktenchecker Mimikama wirft dem Kanal digitale Manipulation und das Streuen von Verschwörungserzählungen vor. Die Demaskierung eines meinungsbildenden Akteurs mit massiver Reichweite sei rechtlich absolut zulässig gewesen. Zu einer gänzlich anderen Einschätzung kommt Julia Ruhs im Focus. Sie wirft den Verfechtern von „Kampf gegen Rechts“ mangelndes Augenmaß vor. Legitime Meinungen als extrem abzustempeln, würde der Demokratie mehr schaden als nützen. In Wirklichkeit würde es den „etablierten Medien“ um einen Kampf gegen die ungeliebte Konkurrenz gehen, die die Zuschauer bei ihrer Wahlentscheidung beeinflusse. Marlen Hobrack schrieb im Freitag, dass das Doxing bisher als Machtmittel rechter Trolle und 4Chan-Anarchos galt. Die Aneignung dieses Machtmittels durch einen Star der Öffentlich-Rechtlichen würde von Journalisten aller Couleur kritisiert. Die AfD kritisierte die Enthüllung als Angriff auf die Meinungsfreiheit und verglich Böhmermanns Methoden mit denen totalitärer Regime. Die Frankfurter Allgemeine Zeitung kritisierte die Enthüllung und schrieb: „Das nützt ganz allein denen, die Böhmermann konterkarieren will. Das nächste Freudenfest für die AfD. Und das ZDF kapiert es nicht.“ Nach den teilweise kritischen Äußerungen zur Sendung gab das ZDF knapp eine Woche nach der Ausstrahlung ein Statement ab. Es sei über rechte YouTuber berichtet worden, „die mit Hass und Hetze und hoher Reichweite gegen unsere freiheitlich demokratische Grundordnung agieren“ würden. Den Aussagen zu einzelnen Personen oder Themenkomplexen würde „stets eine sorgfältige Recherche zugrunde liegen“.
Etliche Medien gaben Kommentare zum juristischen Aspekt des Falls ab. Auf diese ging der Rechtsanwalt Christian Solmecke auf dem YouTube-Kanal WBS LEGAL seiner Kanzlei ein. Für ihn ist „Clownie“ ein rechter YouTuber und Kritiker des ÖRR. Durch die Veröffentlichungen des ZDF und der Zeit konnte er sehr schnell den Namen und ein Foto des Kanalbetreibers finden. Solmecke monierte das bis Mitte Mai 2025 fehlende Impressum bei Clownswelt. Die Durchsetzung der Impressumspflicht sei jedoch Aufgabe der zuständigen Landesmedienanstalt und nicht des ZDF. Das Recht von Clownswelt auf Geheimhaltung seiner Identität habe Vorrang vor dem Interesse der Öffentlichkeit an seiner Person. § 126a StGB untersage ein „gefährdendes Verbreiten personenbezogener Daten“. Eine Ausnahme, wie beispielsweise ein öffentliches Interesse, kenne der Paragraph nicht.
Nach der Enthüllung stieg die Abonnentenzahl innerhalb von nur rund einer Woche von über 200.000 auf über 400.000 an. Dieses Ereignis wurde von Focus als „Backfire-Effekt“ bezeichnet.